# Український борщ (срібна монета)
«Украї́нський борщ» —срібна пам'ятна  монета номіналом 10 гривень, випущена Національним банком України, присвячена  українському борщу, який у 2022 році ЮНЕСКО внесла до переліку об'єктів нематеріальної культурної спадщини, яка потребує охорони.
Монету введено в обіг 29 вересня 2023 року. Презентація відбулась на фестивалі нематеріальної культурної спадщини «Жива культура — Живий світ», який відбувся в Національному музеї народної архітектури та побуту України.

## Опис та характеристики монети
| Номінал грн. | Метал  | Маса, грам | Діаметр, мм. | Якість виготовлення       | Гурт                           | Тираж, штук |
| ------------ | ------ | ---------- | ------------ | ------------------------- | ------------------------------ | ----------- |
| 10           | срібло | 31,1       | 38,6         | спеціальний анциркулейтед | гладкий із заглибленим написом | 2 500       |

### Аверс
На аверсі монети розміщено: угорі малий державний Герб України, ліворуч і праворуч від якого написи півколом:  «УКРАЇНА», рік карбування монети — «2023»; номінал монети — «10 ГРИВЕНЬ». У центрі зображено жінку під час приготування українського борщу на тлі печі, як символ неперервності життя народу, тепло, затишок, добробут, родинне щастя, оздоблену орнаментом за трипільським мотивом, як уособлення вікової історії і традиції приготування борщу..

### Реверс
На реверсі монетиі зображено тарілку з борщем (у центрі), як символ глибиннЇ української культури і традицій, напис — «БОРЩ» з елементом оздоблення — тамподрук.

## Автори
- Художник: Кочубей Миколай
- Скульптор: Атаманчук Володимир[1][5].

## Вартість монети
НБУ реалізував монету за 2 043 грн.
Фактична приблизна вартість монети, з роками змінювалася так:
| Рік        | 2024  | 2025  |
| ---------- | ----- | ----- |
| Ціна, грн. | 8 600 | 7 800 |